# Metagonyleptes incertus
Metagonyleptes incertus is een hooiwagen uit de familie Gonyleptidae.